# I Wake Up Screaming
I Wake Up Screaming is een Amerikaanse film noir in zwart-wit uit 1941 onder regie van H. Bruce Humberstone. De film, die destijds werd uitgebracht onder de titel Hot Spot, is gebaseerd op het gelijknamig boek uit 1941 van Steve Fisher.

## Verhaal
Zus Jill Lynn en partner Frankie Christopher zijn de hoofdverdachten in de zaak van de moord op de beeldschone aspirant-actrice Vicky Lynn. De goedgezinde agent Jerry MacDonald luistert aandachtig naar de verhalen van Jill en Frankie, die beiden beweren niets te maken te hebben met de moord. Frankie vertelt dat hij Vicky ontmoette toen ze werkzaam was als serveerster. Geïnspireerd door haar charme, besloot hij een succesvol model van haar te maken. Ze werd een redelijk succesvol model en uiteindelijk dumpte ze Frankie als haar manager om het te maken als filmster in Hollywood.
Ondertussen vertelt Jill dat, hoewel ze aanvankelijk dacht dat Frankie kwaad in zich had, ze niet denkt dat Frankie schuldig is. Ze informeert de agenten over een mysterieuze man die Vicky een tijdlang heeft gestalkt en identificeert agent Cornell als deze man. Cornell is een hardhandige agent die bekendstaat als iemand die elke mysterie weet op te lossen. Hij ontkracht Jills verklaring en uit zijn vermoedens over een samenzwering tussen Jill en Frankie. Tot Cornwells frustratie worden Jill en Frankie vrijgelaten, als blijkt dat de hotelwaarder Harry is gevlucht. Hoewel iedereen verneemt dat Harry de dader is, blijft Cornell hen achtervolgen, in de hoop Jill en Frankie te ontmaskeren.
Als Jill, die verliefd is geworden op Frankie, merkt dat Cornell hem in een hoek drukt, slaat ze hem neer. Jill en Frankie besluiten op de vlucht te slaan en proberen ondertussen aan te tonen dat ze niet schuldig zijn. Frankie komt uiteindelijk tot de conclusie dat Harry de dader moet zijn en, nadat hij hem hiermee confronteert, bekent Harry de moord. Hij legt uit dat hij de moord uit paniek pleegde en onthult dat Cornell wist dat hij de dader was, maar hem adviseerde zich stil te houden. Frankie, verward, besluit de confrontatie met Cornell aan te gaan. Cornell onthult dat hij verliefd was op Jill, maar dat zij niet langer met hem omging toen Frankie haar in een ster veranderde. Hij wilde zich wreken door Frankie er in te luizen. Na de bekentenis pleegt Cornell zelfmoord door zichzelf te vergiftigen. Frankie en Jills namen zijn uiteindelijk gezuiverd en samen gaan ze een mooie toekomst tegemoet.

## Rolbezetting
| Acteur          | Personage                        |
| --------------- | -------------------------------- |
| Betty Grable    | Jill Lynn                        |
| Victor Mature   | Frankie Christopher (Botticelli) |
| Carole Landis   | Vicky Lynn                       |
| Laird Cregar    | Inspecteur Ed Cornell            |
| William Gargan  | Jerry 'Mac' MacDonald            |
| Alan Mowbray    | Robin Ray                        |
| Allyn Joslyn    | Larry Evans                      |
| Elisha Cook Jr. | Harry Williams                   |

## Achtergrond
Hoewel hij voor lange tijd de werktitel Hot Spot droeg, werd de film uiteindelijk uitgebracht onder dezelfde titel als het boek. Na de première werd de werktitel vaak gebruikt, omdat de film meer geld opbracht onder die titel. De rol van Vicky Lynn werd persoonlijk door Darryl F. Zanuck aangeboden aan Carole Landis. Op de set was er veel concurrentie tussen Landis en de hoofdrolspeelster Betty Grable, die klaagde dat alle publiciteit ging naar Landis. Hoewel beiden ontkenden dat er sprake was van concurrentie, schreven de media uitgebreid over een eventuele ruzie tussen de twee actrices. De opnamen van I Wake Up Screaming begonnen op 12 juli 1941.